# 1606 en littérature
| Années de la littérature : 1603 - 1604 - 1605 - 1606 - 1607 - 1608 - 1609    |
| Décennies de la littérature : 1570 - 1580 - 1590 - 1600 - 1610 - 1620 - 1630 |

Cet article présente les faits marquants de l'année 1606 en littérature.

## Parutions
- 4 janvier : dédicace  de l'ouvrage de Jacques Lect et Jean Sarrasin, Le Citadin de Genève ou Réponse au Cavalier de Savoye, Paris, Pierre le Bret, 1606 (présentation en ligne).

- Jean Nicot, Thresor de la langue francoyse, tant ancienne que moderne, Paris, David Douceur, 1606 (présentation en ligne), publication posthume.

- Jean Passerat, Recueil des œuvres poetiques, Paris, Abel L’Angelier et Claude Morel, 1606 (présentation en ligne), édition posthume des œuvres poétiques françaises de Jean Passerat préparée par son neveu Jean de Rougevalet[1].

## Naissances
- 5 avril : Nicolas Perrot d'Ablancourt, traducteur et prosateur français († 1664).
- 6 juin : Pierre Corneille, dramaturge français. († 1er octobre 1684).

## Décès
- 16 janvier : Baltasar del Alcázar, poète espagnol (° 1530).
- 24 mars : Juste Lipse, philologue et humaniste flamand. (° 18 octobre 1547).
- 29 mars : Bernardo Davanzati, écrivain italien. (° 30 août 1529).
- 5 octobre : Philippe Desportes, poète français (° 1546).
- 30 novembre : obsèques de John Lyly, écrivain et dramaturge anglais (° v. 1553).
- Vers 1606-1607 : Jean Vauquelin de La Fresnaye, écrivain français. (° 1536).